# 단지 (1984년)
단지(본명: 장미희, 1984년 8월 30일 ~ )는 대한민국의 배우이다.

## 학력
- 서울예술대학 방송연예학과

## 연기 활동

### 드라마
- 2006년 MBC 수목드라마 《궁》 ... 윤희승 역
- 2007년 KBS2 월화드라마 《아이 엠 샘》 ... 예빈 역
- 2009년 KBS2 월화드라마 《결혼 못하는 남자》 ... 은희 역

### 영화
- 2004년 《어린 신부》 ... 공주파 3 역
- 2005년 《다섯은 너무 많아》 ... 구청직원 역
- 2009년 《킹콩을 들다》 ... 지역기자 2 역

## 진행
- 2009년: 엠넷 《최양락의 닷까기Z》